# August Wilhelm Homeyer
August Wilhelm Homeyer (* 30. Dezember 1793 in Wolgast; † 4. November 1856 ebenda) war ein deutscher Kaufmann, Schiffsreeder und Geheimer Kommerzienrat. Er hatte maßgeblichen Anteil am wirtschaftlichen Aufschwung der Stadt Wolgast im 19. Jahrhundert und prägte mit seinen Getreidespeichern die Ansicht des Wolgaster Hafens.

## Leben
August Wilhelm Homeyer war der Sohn des Wolgaster Kaufmanns und Reeders Johann Friedrich Homeyer (1753–1818) und dessen Frau Sophie Dorothea (1761–1803), Tochter des Wolgaster Archidiakons Paul Martin Droysen. Als der Vater mit den Kindern 1806 wegen der drohenden Besetzung Schwedisch-Pommerns ins Exil nach Göteborg ging, musste August Wilhelm dort seine in Wolgast begonnene Schulbildung abschließen und erhielt dann eine kaufmännische Ausbildung im neugegründeten Geschäft des Vaters. Dieser schickte ihn 1817 auf eine Bildungsreise, die über Rotterdam, Amsterdam, Brüssel, Paris und London führte. Neben dem Ziel, kaufmännische Erfahrungen zu sammeln, nutzte er die Gelegenheit, um Kontakte für spätere Geschäfte zu knüpfen. Als ihn 1818 in London die Nachricht vom Tod seines Vaters erreichte, kehrte er nach Wolgast zurück, um das Geschäft zu übernehmen und erwarb am 4. August 1818 das Bürgerrecht der Stadt.
Da er seinen Geschwistern ihre Anteile möglichst schnell auszahlen wollte und der Vater testamentarisch verfügt hatte, dass jährlich 250 Taler aus den Zinsen eines ständig im Geschäft zu belassenden Kapitals von 5000 Talern den Wolgaster Armen zugutekommen sollten, begann er bald neue Erwerbsquellen zu erschließen. Er ließ an den Küsten Pommerns und Rügens Heringssalzereien anlegen und handelte mit Eisenwaren. Zahlreiche Wolgaster waren auf seinen Schiffen und in der Fischverarbeitung tätig. 1825 knüpfte er für die Stadt Wolgast bedeutende Handelsbeziehungen nach Rio de Janeiro. Haupteinnahmequelle blieb der Getreidehandel. In den 1840er und 1850er Jahren war der Export von Getreide aus Pommern nach Großbritannien und Nordamerika so umfangreich, dass zeitweise die Wolgaster Getreidepreise an der Börse in New York City notiert wurden. Im Gegenzug importierte Homeyer Eisen und Kohle.
1835 ließ er in der Nähe des Hafens den damals modernsten Fachwerkspeicher im Ostseeraum errichten. Dieser stand auf 95 Holzpfählen und hatte eine Grundfläche von 18 mal 80 Metern. Das mit einer Sonnendarre ausgestattete Gebäude fasste 5000 Tonnen Getreide und wurde bis zum Ende des 20. Jahrhunderts genutzt – es gehörte zu den Wahrzeichen der Stadt. Das als größtes seiner Art in Norddeutschland geltende Speichergebäude wurde 2006 durch Brandstiftung zerstört. Homeyer kaufte 1843 von der Stadt Wolgast die Reste des Herzogsschlosses, ließ diese abtragen und auf der Schlossinsel einen weiteren großen Speicher errichten, der in Teilen bis 1938 bestand. Im selben Jahr gehörte er zu den Initiatoren des Wolgaster Verschönerungsvereins, der sich vor allem um die Entwicklung der Wolgaster Anlagen bemühte, eines Stadtparks auf dem ehemaligen Galgenberg.
1845 erwarb er die heruntergewirtschafteten Rittergüter Ranzin und Oldenburg bei Züssow. Auf der Gemarkung von Ranzin ließ er 1848 ein Vorwerk anlegen, das nach ihm Wilhelmshöh genannt wurde. Sein Sohn Friedrich, der in Schottland Landwirtschaft studiert hatte, übernahm später das Gut Ranzin und machte es zu einem Musterbetrieb.
Weit über das vom Vater verfügte Maß hinaus erwies sich der 1841 zum Kommerzienrat ernannte August Wilhelm Homeyer als Wohltäter der Stadt. Unter anderem hatte er 1833 größere Beträge für die Errichtung des städtischen Armenhauses und 1843 für die Umgestaltung der Wallanlagen gespendet. Als 1848 auch in Wolgast Unruhen ausbrachen, erinnerte sich die aufgebrachte und zum Teil marodierende Menschenmenge daran und verschonte ihn und seinen Besitz. 1853 wurde Homeyer zum Geheimen Kommerzienrat ernannt. Die Fertigstellung des von ihm mit 5000 Talern unterstützten Wolgaster Gymnasiums im Oktober 1858 erlebte er nicht mehr. Dieses wurde ihm zu Ehren „Wilhelmschule“ genannt.

## Familie
Er heiratete Wilhelmine von Schubert eine Tochter des Licentinspektors Ernst Konstantin von Schubert. Das Paar hatte neun Kinder, darunter:
- Friedrich (1824–1898)[4]

⚭ Cecilie Borries (* 8. September 1827; † 17. Januar 1853)
⚭ 1856 Pauline von Wedel († 30. April 1873)
⚭ 1878 Juliane Marie Adelheid von Hinüber (* 8. April 1851; † 15. Juni 1922).
- Johann Karl Leopold (* 28. April 1836), Herr auf Schloss Wrangelsburg ⚭ Charlotte Sophie Viktoria Luise von Levetzow (* 2. April 1846)